# West Point (Virgínia)
West Point é uma cidade  localizada no estado norte-americano de Virginia, no Condado de King William.

## Demografia
Segundo o censo norte-americano de 2000, a sua população era de 2 866 habitantes.
Em 2006, foi estimada uma população de 3 099, um aumento de 233 (8.1%).

## Geografia
De acordo com o United States Census Bureau tem uma área de 17,3 km², dos quais 13,3 km² cobertos por terra e 4,0 km² cobertos por água. West Point localiza-se a aproximadamente 18 m acima do nível do mar.

## Localidades na vizinhança
O diagrama seguinte representa as localidades num raio de 40 km ao redor de West Point.